# AKB滿載～SUMMER TOUR 2011～
AKB滿載～SUMMER TOUR 2011～（日語：AKBがいっぱい～SUMMER TOUR 2011～）是日本女子偶像組合AKB48於2011年8月1日至8月31日在日本13個地區舉行的全國巡迴演唱會，亦是首次籠括日本所有地域（除本身根據地關東地區外）的全國巡迴演唱會。

## 概要
- 在5月29日於神奈川縣橫濱球場舉行的《Everyday、髮箍》關東握手會中，分佈將會在8月舉行全國巡迴演唱會[4][5][6][7][8][9]。地點包括福岡、鹿兒島、高知、鳥取、青森、宮城、廣島、新潟、北海道、富山、愛知、滋賀及兵庫[10][11][12][13]。
- 於6月6日成立的Team 4亦會參與今次全國巡迴演唱會[14][15]。
- 官方網站於6月7日公佈更詳盡的全國巡迴演唱會，包括時間、售價及開售日期等[16][17]。

## 參加成員
團隊所屬以演出時為準
- Team A
  - 岩佐美咲、多田愛佳、大家志津香、片山陽加、倉持明日香、小嶋陽菜、指原莉乃、篠田麻里子、高城亞樹、高橋南、仲川遙香、中田千智、仲谷明香、前田敦子、前田亞美、松原夏海
- Team K
  - 秋元才加、板野友美、內田真由美、梅田彩佳、大島優子、菊地彩香、田名部生來、中塚智實、仁藤萌乃、野中美鄉、藤江麗奈、松井咲子、峯岸南、宮澤佐江、橫山由依、米澤瑠美
- Team B
  - 石田晴香、河西智美、柏木由紀、北原里英、小林香菜、小森美果、佐藤亞美菜、佐藤堇、佐藤夏希、鈴木紫帆里、鈴木瑪利亞、近野莉菜、平嶋夏海、增田有華、宮崎美穗、渡邊麻友
- Team 4
  - 阿部瑪利亞、市川美織、入山杏奈、大場美奈、島崎遙香、島田晴香、竹內美宥、永尾瑪利亞、仲俣汐里、中村麻里子、森杏奈、山內鈴蘭[18]
- Team研究生（由於Team 4人數不足16人，公演時由研究生填補）
  - 伊豆田莉奈、加藤玲奈、小林茉里奈、藤田奈那

## 曲目
- 所有時間為日本時間。

### Team A
- 舉行日期、時間及地點[16]：

| 日期    | 時間                         | 地點                         |
| ------- | ---------------------------- | ---------------------------- |
| 8月19日 | 入場時間17:45、出演時間18:30 | 北海道NITORI文化廳           |
| 8月22日 | 入場時間14:00、出演時間14:45 | 富山縣富山市藝術文化廳       |
| 8月22日 | 入場時間17:45、出演時間18:30 | 富山縣富山市藝術文化廳       |
| 8月25日 | 入場時間14:00、出演時間14:45 | 愛知縣名古屋國際會議場世紀廳 |
| 8月25日 | 入場時間17:45、出演時間18:30 | 愛知縣名古屋國際會議場世紀廳 |
| 8月30日 | 入場時間13:30、出演時間14:15 | 兵庫縣神戶國際會館國際廳     |
| 8月30日 | 入場時間17:15、出演時間18:00 | 兵庫縣神戶國際會館國際廳     |

1. overture
2. AKB參上!（AKB参上!）
3. Only today
4. Dear my teacher
5. 馬尾與髮圈（ポニーテールとシュシュ）
6. 黑色天使（黒い天使） - 中田、前田敦、仲川
7. 心型病毒（ハート型ウイルス） - 高城、小嶋、多田
8. Bird - 仲谷、高橋、松原
9. 心愛的娜塔莎（愛しきナターシャ） - 片山、指原、大家
10. 向日葵 - 前田亞、篠田、岩佐、倉持
11. 與核桃對話（胡桃とダイアローグ）
12. 一直 一直（ずっと ずっと）
13. Pioneer
14. RIVER
15. Beginner
16. 想見你（会いたかった）
17. 大聲鑽石（大声ダイヤモンド）
18. Maybe是藉口（言い訳Maybe）
19. Everyday、髮箍（Everyday、カチューシャ）
20. 為了誰 -What can I do for someone?-（誰かのために）
21. 櫻花的花瓣們（桜の花びらたち）

安可曲
1. 無限重播（ヘビーローテーション）
2. Overtake
3. 飛翔入手（フライングゲット）
4. 就是在這裡（ここにいたこと）
5. 機尾雲（ひこうき雲）

### Team K
- 舉行日期、時間及地點[16]：

| 日期    | 時間                         | 地點                            |
| ------- | ---------------------------- | ------------------------------- |
| 8月4日  | 入場時間17:45、出演時間18:30 | 高知縣高知縣立縣民文化廳橙色廳  |
| 8月12日 | 入場時間14:00、出演時間14:45 | 宮城縣仙台太陽廣場演奏廳        |
| 8月12日 | 入場時間17:45、出演時間18:30 | 宮城縣仙台太陽廣場演奏廳        |
| 8月15日 | 入場時間14:00、出演時間14:45 | 廣島縣廣島ALOSK廳               |
| 8月15日 | 入場時間17:45、出演時間18:30 | 廣島縣廣島ALOSK廳               |
| 8月29日 | 入場時間14:00、出演時間14:45 | 滋賀縣滋賀縣立藝術劇場 琵琶湖廳 |
| 8月29日 | 入場時間17:45、出演時間18:30 | 滋賀縣滋賀縣立藝術劇場 琵琶湖廳 |

1. overture
2. 無限重播
3. 想見你
4. RESET
5. 唔吼大遊行（ウッホウッホホ）
6. 制服的抵抗（制服レジスタンス） - 仁藤、板野、橫山
7. 奇跡也趕不及合格（奇跡は間に合わない） - 野中、宮澤、米澤
8. 逆轉的王子殿下（逆転王子様） - 內田、峯岸、中塚
9. 為了明天而接吻（明日のためにキスを） - 田名部、秋元、菊地、松井
10. 心端的沙（心の端のソファー） - 藤江、大島、梅田
11. 可以做你的女友嗎?（彼女になれますか？）
12. 星空的錯誤（星空のミステイク）
13. 夢之鐘（夢の鐘）
14. RIVER
15. Beginner
16. Everyday、髮箍
17. 大聲鑽石
18. Maybe是藉口
19. 馬尾與髮圈
20. 為了誰 -What can I do for someone?-
21. 草原的奇蹟（草原の奇跡）
22. 我能做的事（僕にできること）
23. ALIVE
24. 飛翔入手：單曲發售後追加此曲（滋賀公演）
25. 就是在這裏
26. 化作滾石吧（転がる石になれ）

### Team B
- 舉行日期、時間及地點[16]：

| 日期    | 時間                         | 地點                           |
| ------- | ---------------------------- | ------------------------------ |
| 8月1日  | 入場時間17:15、出演時間18:00 | 福岡縣福岡太陽皇宮酒店及演奏廳 |
| 8月10日 | 入場時間14:00、出演時間14:45 | 青森縣青森市文化會館           |
| 8月10日 | 入場時間17:45、出演時間18:30 | 青森縣青森市文化會館           |
| 8月17日 | 入場時間13:30、出演時間14:15 | 新潟縣新潟縣民會館             |
| 8月17日 | 入場時間17:15、出演時間18:00 | 新潟縣新潟縣民會館             |
| 8月24日 | 入場時間14:00、出演時間14:45 | 愛知縣名古屋國際會議場世紀廳   |
| 8月24日 | 入場時間17:45、出演時間18:30 | 愛知縣名古屋國際會議場世紀廳   |
| 8月31日 | 入場時間13:30、出演時間14:15 | 兵庫縣神戶國際會館國際廳       |
| 8月31日 | 入場時間17:15、出演時間18:00 | 兵庫縣神戶國際會館國際廳       |

1. overture
2. 初日
3. 劇場的女神（シアターの女神）
4. 愛的跳躍（ラブ．ジャンプ）
5. 大家一起來（みなさんもご一緒に）
6. 你好 我的初戀（初恋よ こんにちは） - 佐藤堇、渡邊、鈴木紫
7. 暴風雨之夜（嵐の夜には） - 鈴木瑪、小森、宮崎、佐藤夏
8. 來一塊糖果（キャンディー） - 增田、河西、佐藤亞
9. 男更衣室（ロッカールームボーイ） - 小林、石田、北原、近野、平嶋
10. 夜風的惡作劇（夜風の仕業） - 柏木
11. 100公尺便利商店（100メートルコンビニ）
12. 愛的脫衣舞者（愛のストリッパー）
13. 誠實的人（オネストマン）
14. 無限重播
15. 想見你
16. RIVER
17. Beginner
18. 馬尾與髮圈
19. Everyday、髮箍
20. 為了誰 -What can I do for someone?-
21. 海風的請帖（潮風の招待状）

安可曲
1. 戀愛馬戲團（恋愛サーカス）
2. 推Team B（チームB推し）
3. 飛翔入手：單曲發售後追加此曲（愛知、兵庫公演）
4. 就是在這裡
5. 我們的紙飛機（僕たちの紙飛行機）

### Team 4
- 舉行日期、時間及地點[16]：

| 日期   | 時間                         | 地點                             |
| ------ | ---------------------------- | -------------------------------- |
| 8月2日 | 入場時間17:45、出演時間18:30 | 鹿兒島縣鹿兒島市民文化廳第一大廳 |
| 8月8日 | 入場時間14:00、出演時間14:45 | 鳥取縣米子會議中心               |
| 8月8日 | 入場時間17:45、出演時間18:30 | 鳥取縣米子會議中心               |

1. overture
2. 黃金中央人物（黄金センター）
3. Anti（アンチ）
4. 水果．雪（フルーツ．スノウ）
5. 馬尾與髮圈
6. 沙灘的櫻桃（渚のCHERRY） - 市川、加藤、伊豆田、小林茉
7. 如能被你緊擁（抱きしめられたら） - 竹內、仲俁、山內
8. 我 朱麗葉與雲霄飛車（僕とジュリエットとジェットコースター） - 島田、藤田、阿部
9. 無望之淚（てもでもの涙） - 島崎、大場
10. ☆之彼方（☆の向こう側） - 永尾、入山、中村、森
11. 夜風的惡作劇 - 柏木（只限鹿兒島公演）
12. 妳正在看着夕陽嗎？（夕陽を見ているか?）
13. RUN RUN RUN
14. Beginner
15. 無限重播
16. 想見你
17. 10年櫻（10年桜）
18. 我的太陽（僕の太陽）
19. 大聲鑽石
20. Maybe是藉口
21. 為了誰 -What can I do for someone?-
22. 初戀是沒有結果的（初恋は実らない）

安可曲
1. High school days
2. Everyday、髮箍
3. 就是在這裏
4. BINGO!

## 公佈
- 在8月31日最後1場公演中宣佈，將會分別在2012年1月19日至22日於TOKYO DOME CITY HALL舉行「AKB48 重溫時間 最佳曲目100 2012」[66][67]及於2012年1月23日舉行「AKB48 衍生組合祭」[68][69]。

## DVD
巡迴演唱會的DVD由AKS於2012年2月7日發售，分為Premium Box版本及通常DVD版本。通常DVD版本共有4款，分別收錄Team A、K、B及4在兵庫、滋賀、兵庫及鳥取的公演內容，並附送1張生寫真。而Premium Box版本則有16枚DVD，收錄全部15場公演及特典映像，並附送補捉各成員的映像、128頁相片集及5張生寫真。
根據Oricon公信榜的統計，DVD的最高排名為146名。